# Antonina Koshel
Antonina Koshel (Smalyavichy, Bielorrusia, 20 de noviembre de 1954) es una gimnasta artística rusa que, compitiendo con la Unión Soviética, consiguió ser campeona olímpica en 1972 en el concurso por equipos.

## 1972
En los JJ. OO. de Múnich ganó el oro en el concurso por equipos, por delante de Alemania del Este y Hungría, siendo sus compañeras de equipo: Lyubov Burda, Tamara Lazakovich, Olga Korbut, Elvira Saadi y Ludmilla Tourischeva. 